# スリープスキャン
スリープスキャンとはタニタが2010年に発売した睡眠時の生体情報から睡眠状態を評価する機器（睡眠計）である。

## 特徴
睡眠計スリープスキャンは、睡眠中の呼吸、脈拍、体動による振動を感知し，これらをもとに睡眠の深さを推定する。
測定データはSDメモリーカードに保存される。測定データを専用の睡眠解析ソフトで読み込んで、睡眠の深さをグラフで表示することが可能である。
また、深い睡眠の割合や、寝つき時間、途中の目覚め回数から睡眠の総合評価を表す指標「睡眠点数」を表示する機能もある。
2012年には改良版が発売されている。